# Isla Uman
Uman (en inglés: Uman Island) es una isla del océano Pacífico parte del archipiélago de las islas Carolinas en Micronesia. Amministrativamente es una municipalidad del distrito de Nomoneas del Sur de Chuuk, uno de los Estados Federados de Micronesia. Posee una superficie de 1 kilómetro cuadrado y 2.563 habitantes (según datos del 2008).